# Kovači, Tutin
Kovači (izvirno srbsko Ковачи) je naselje v Srbiji, ki upravno spada pod Občino Tutin; slednja pa je del Raškega upravnega okraja.

## Demografija
V naselju živi 171 polnoletnih prebivalcev, pri čemer je njihova povprečna starost 31,3 let (29,3 pri moških in 33,4 pri ženskah). Naselje ima 55 gospodinjstev, pri čemer je povprečno število članov na gospodinjstvo 4,71.
|  |

| Demografija | Demografija     | Demografija     |
| Leto        | Št. prebivalcev | Št. prebivalcev |
| ----------- | --------------- | --------------- |
|             |                 |                 |
|             |                 |                 |
|             |                 |                 |
|             |                 |                 |
| 1948        | 294             |                 |
| 1953        | 338             |                 |
| 1961        | 428             |                 |
| 1971        | 425             |                 |
| 1981        | 478             |                 |
| 1991        | 434             | 433             |
| 2002        | 309             | 259             |
|             |                 |                 |

| Etnična sestava po popisu iz leta 2002 | Etnična sestava po popisu iz leta 2002 | Etnična sestava po popisu iz leta 2002 | Etnična sestava po popisu iz leta 2002 | Etnična sestava po popisu iz leta 2002 |
| -------------------------------------- | -------------------------------------- | -------------------------------------- | -------------------------------------- | -------------------------------------- |
| Bošnjaki                               | Bošnjaki                               |                                        | 259                                    | 100,0%                                 |
| Neznano                                | Neznano                                |                                        | 0                                      | 0,0%                                   |